# خوسيه أنطونيو غونزاليس ماتا ماتا
خوسيه أنطونيو غونزاليس ماتا ماتا (بالإسبانية: José Antonio González Mata)‏ هو سياسي مكسيكي، ولد في 23 يوليو 1975 في مدينة مكسيكو في المكسيك. حزبياً، نشط في حزب الثورة الديمقراطية. وقد انتخب عضو مجلس النواب المكسيك.